# Balle (Nigeria)
Pour les articles homonymes, voir Balle.
Balle est un village situé dans l’État de Sokoto, au Nigeria. C’est le siège de la zone de gouvernement local de Gudu.